# Pomnik Żołnierzom Garnizonu Leszczyńskiego w Lesznie
Pomnik Żołnierzom Garnizonu Leszczyńskiego w Lesznie – murowany pomnik ku czci żołnierzy poległych w wojnie obronnej 1939.

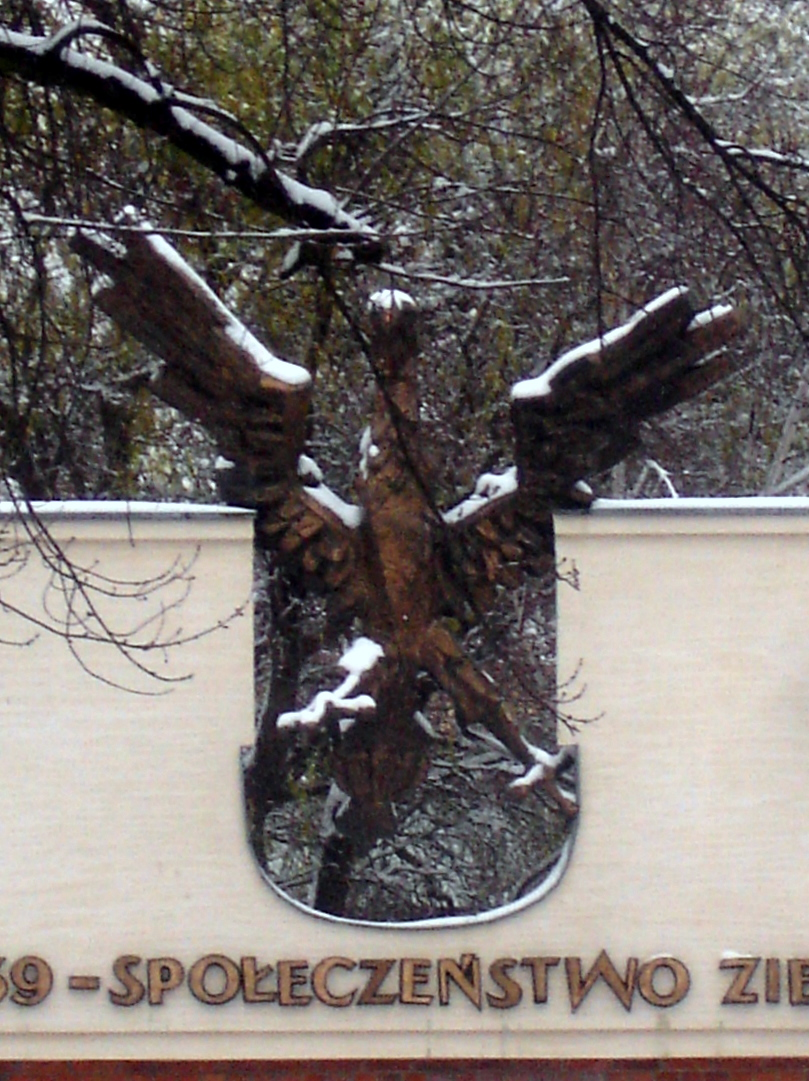
Orzeł nad głównym bastionem

Pomnik składa się z trzech głównych części. Centralną jest ściana o długości dwudziestu metrów, na której znajduje się stylizowany żeliwny orzeł, który zrywa się do lotu. Tuż pod nim widnieje napis Żołnierzom Garnizonu Leszczyńskiego 1939 - Społeczeństwo Ziemi Leszczyńskiej, a poniżej trzy mosiężne tablice z informacją o jednostkach, do których należeli polegli żołnierze. Z obu stron ściany znajdują się dwa masywne bloki, w których złożono urny z artyleryjskich łusek. W łuskach znajduje się ziemia z ponad trzydziestu bitewnych pól, na których życie stracili żołnierze garnizonu leszczyńskiego. W centralnej części, na wolnej przestrzeni między bastionami, znajduje się na podwyższeniu krzyż Virtuti Militari.
Pomnik, powstały z inicjatywy kombatantów 1939 roku, odsłonięto 9 maja 1987 roku. Zaprojektował go Jerzy Schmidt wraz z Józefem Petrukiem, który odpowiadał za elementy rzeźbiarskie. Te wykonała Leszczyńska Fabryka Pomp. 
W późniejszym czasie pomnik wzbogacił się o kolejne mosiężne tablice, które zawisły na każdym z bastionów pomnika:
- Ściana wschodnia - 8 maja 1994 roku odsłonięto tablicę poświęconą obrońcom Lwowa,
- Ściana południowa - 1 września 1999 roku monument wzbogacił się o tablicę poświęconą leszczyńskim żołnierzom walczącym w czasie II wojny światowej o niepodległość Polski oraz o żeliwny krzyż z napisem Bóg, Honor, Ojczyzna,
- Ściana zachodnia - 18 października 1999 roku została odsłonięta tablica ofiarowana w hołdzie inwalidom wojennym.

W 2009 roku wykonano gruntowny remont i drobną przebudowę pomnika. Zakres remontu konsultowano z jedynym żyjącym twórcą monumentu, profesorem Petrukiem. Okazało się wówczas, że wszystkie dodatkowe tablice znalazły się na pomniku bez zgody twórcy. W wyniku kompromisu zdjęto je ze ścian i umieszczono na głazach, po obu stronach monumentu.